# Majestat de Serrateix
La Majestat de Serrateix és una talla romànica policromada d'un Crist Majestat d'un metre i mig d'alçada del segle xiv, que es troba al Museu Episcopal de Vic procedent del Monestir de Serrateix, de Viver i Serrateix, al Berguedà.

## Descripció
És un exemple tardà de majestat catalana. Les proporcions varien en relació amb les majestats anteriors, Crist s'empetiteix i la creu, decorada, creix. Com a bona majestat, el Crist porta corona daurada. En aquest cas, té la cara serena i els ulls oberts, malgrat el cos foradat pels claus.

## Història
La imatge s'ha datat a la segona meitat del segle xiii per la creu. La originària es deuria cremar per les restes de foc que s'aprecien a la mà esquera.